# Boudjima
Boudjima é uma cidade e comuna localizada na província de Tizi Ouzou, no norte da Argélia. Sua população era de 15 628 habitantes, em 2008.